# Néstor Agúndez Martínez
Néstor Agúndez Martínez (Todos Santos, 27 de febrero de 1932-26 de marzo de 2009) fue un poeta, compositor, director de teatro, maestro de danza y coreógrafo mexicano.

## Biografía
Nació en la pequeña localidad de Todos Santos, Baja California Sur, el 27 de febrero de 1932; hijo de Benito Agúndez Manríquez y Margarita Martínez Sánchez. Realizó sus estudios de educación básica en la Escuela “Melitón Albáñez” No. 7, y posteriormente ingresó a la Escuela Regional Campesina en San Ignacio, donde se formó como maestro.
Durante su carrera se desempeñó como subdirector y maestro de la Escuela Secundaria de Todos Santos, así como director del Centro Cultural Siglo XXI Prof. Néstor Agúndez Martínez por más de 30 años. Dedicó su vida al desarrollo comunitario y la promoción cultural en su pueblo natal, involucrándose en la creación del Centro de Salud, el Auditorio Municipal, la Casa del Estudiante y el teatro Marqués de León en Todos Santos.
Dentro de su labor literario, fue colaborador de medios como La Cachora, Panorama y Pido la Palabra. Publicó múltiples libros de poesía, entre los más destacados se encuentran Voces del tiempo (1970), Huellas de nuestro tiempo (1977), y Sobre la piel del arroyo (1983). Su poesía, cargada de emotividad y nostalgia, captura la esencia de Todos Santos y sus paisajes.

### Premios y reconocimientos
Durante su carrera, fue galardonado con la Medalla Maestro Rafael Ramírez y la Medalla Ignacio Manuel Altamirano. La Ordem Brasileira dos Poetas da Literatura de Cordel (OBPLC) le otorgó un reconocimiento por sus servicios prestados a la Clase Trovadoresca, en 1983.

## Publicaciones seleccionadas

### Poesía
- Agúndez Martínez, Néstor (1970). Voces del tiempo. Gobierno del estado de Baja California Sur.
- Agúndez Martínez, Néstor (1977). Huellas de nuestro tiempo: 320 sonetos. México: Editorial: Gobierno del estado de Baja California Sur.
- Agúndez Martínez, Néstor (1983). Sobre la piel del arroyo. México: Gobierno del estado de Baja California Sur.
- Agúndez Martínez, Néstor (2008). Cien de catorece: sonetos de Néstor Agúndez. La Paz, Baja California Sur: Consejo Nacional para la Cultura y las Artes / Gobierno del Estado de Baja California Sur / Instituto Sudcaliforniano de Cultura / Ayuntamiento de La Paz. ISBN 9789709915211.